# Trichoplacia microscopica
Trichoplacia microscopica — вид грибів, що належить до монотипового роду Trichoplacia.